# Jair Bolsonaro

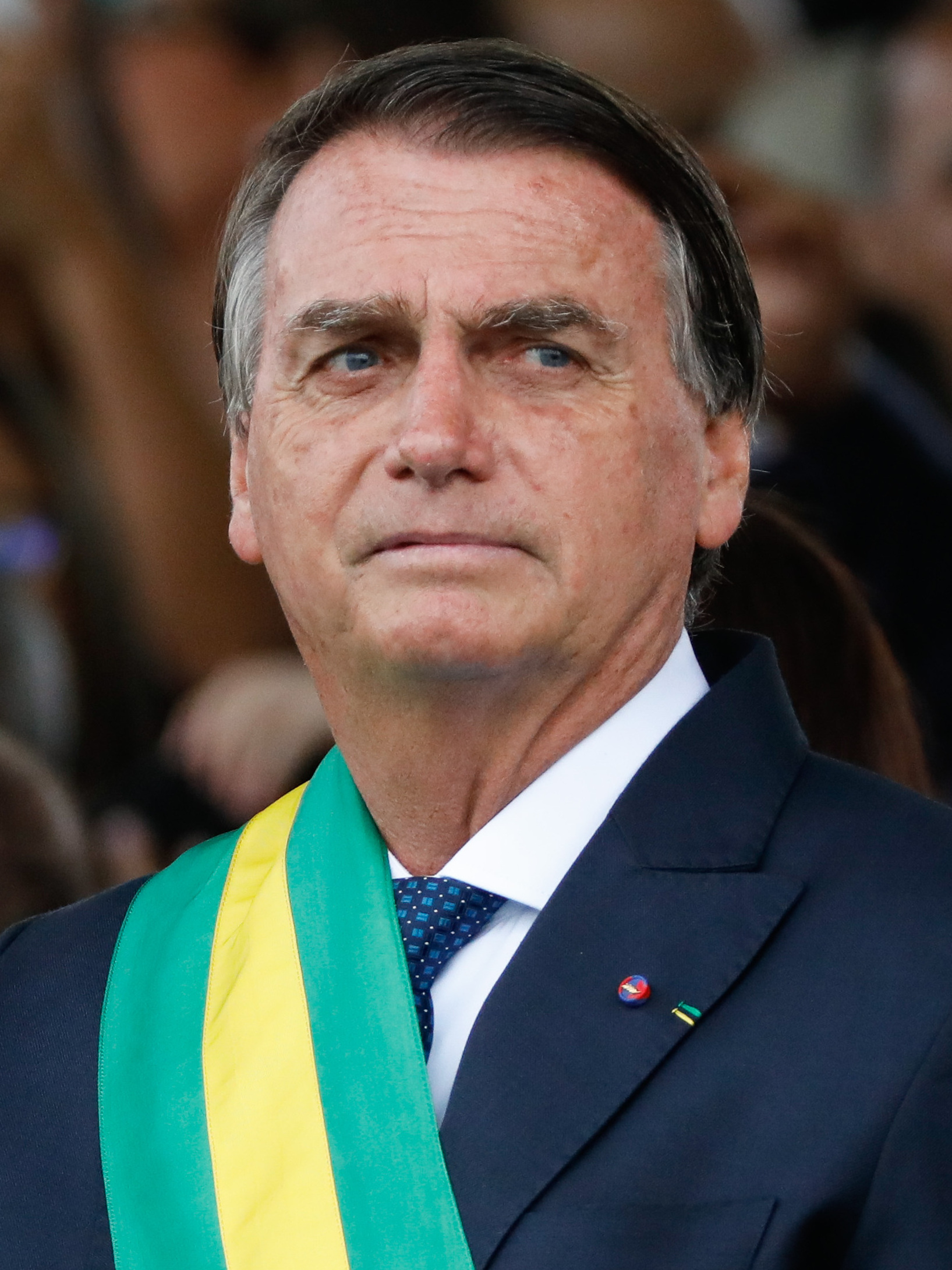
Jair Bolsonaro, 2022

Jair Messias Bolsonaro [ʒaˈiʁ bowsoˈnaɾu] (* 21. März 1955 in Glicério,  Bundesstaat São Paulo) ist ein brasilianischer Politiker, der von Januar 2019 bis Dezember 2022 Präsident Brasiliens war. Der ehemalige Fallschirmjäger-Hauptmann vertrat von 1990 bis 2018 einen Wahlkreis des Bundesstaats Rio de Janeiro in der Abgeordnetenkammer des brasilianischen Kongresses. Er gehörte neun Parteien an, seit Ende 2021 ist er Mitglied der Partido Liberal.
Bolsonaro vertritt gesellschaftspolitisch rechtspopulistische bis rechtsextreme und wirtschaftspolitisch neoliberale Positionen. Aufmerksamkeit erlangte er vor allem mit frauenfeindlichen, homophoben, rassistischen und antiwissenschaftlichen Äußerungen sowie seiner Verteidigung der brasilianischen Militärdiktatur (1964–1985). Ein Großteil seines Erfolgs basiert auf der Unterstützung von Predigern und Anhängern des Evangelikalismus, zu dem sich Bolsonaro seit seiner Taufe im Jordan im Jahr 2016 bekennt. Bei der Wahl im Jahr 2022 unterlag er knapp seinem Herausforderer Luiz Inácio Lula da Silva.

## Leben und Karriere

### Familie und Privates
Bolsonaros Eltern Percy Geraldo Bolsonaro († 1995) und Olinda Bonturi (1927–2022) hatten vorwiegend italienische Vorfahren. Seine Großeltern mütterlicherseits waren in den 1890er Jahren aus der norditalienischen Stadt Lucca nach Brasilien ausgewandert. Seine Urgroßeltern väterlicherseits wanderten 1888 nach Brasilien aus und stammten aus Venetien und der Arbëresh-Gemeinde Spezzano Albanese in Kalabrien. Der andere Urgroßvater väterlicherseits war ein deutscher Einwanderer aus Hamburg namens Carl („Carlos“) Hintze.

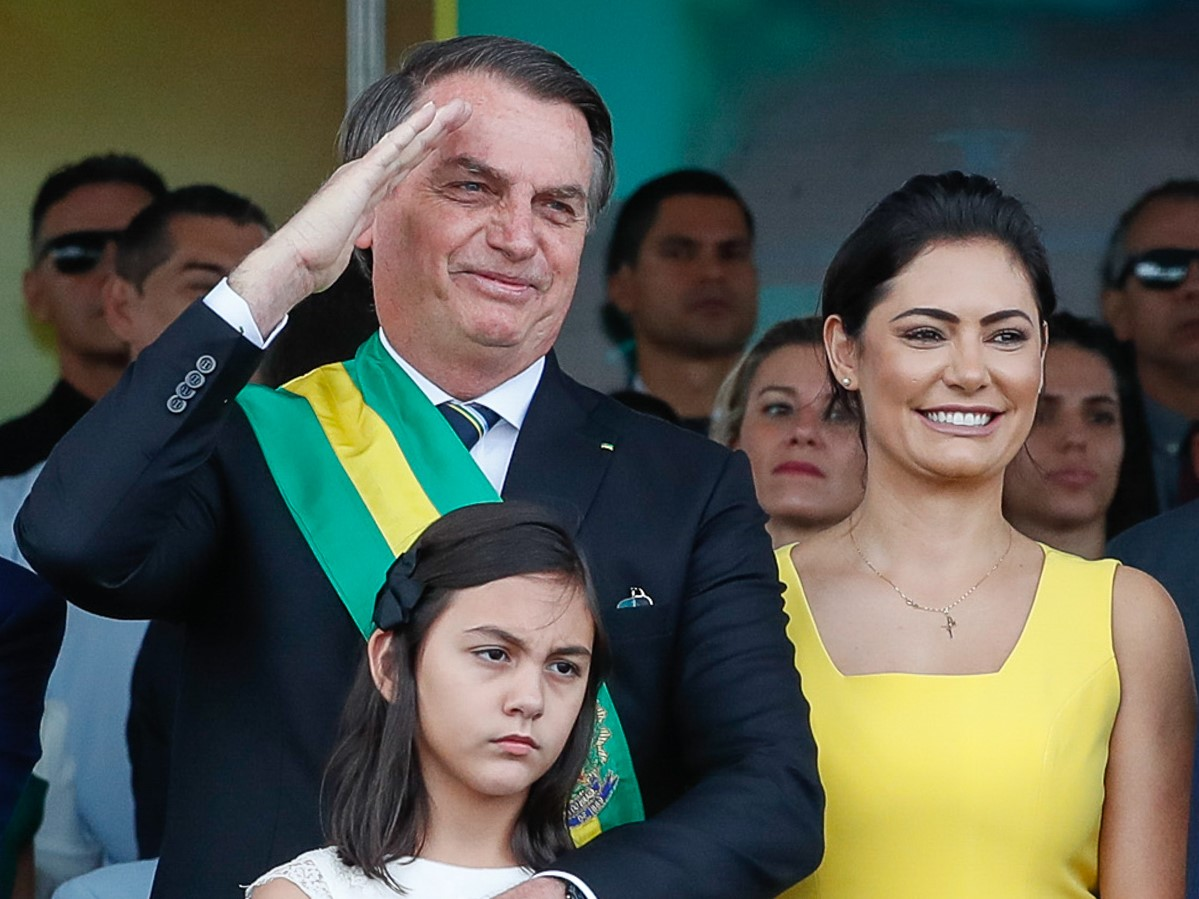
Bolsonaro mit seiner Frau Michelle und der gemeinsamen Tochter

Bolsonaro ist seit 2007 in dritter Ehe mit der 27 Jahre jüngeren Michelle de Paula Firmo Reinaldo Bolsonaro verheiratet, mit der er eine Tochter hat. Aus erster Ehe mit seiner damaligen Frau Rogéria hat er drei Söhne, Flávio, Carlos und Eduardo Bolsonaro, die ebenfalls in der Politik aktiv sind, und aus zweiter Ehe mit Ana Cristina Valle einen weiteren Sohn.
2021 wurde Bolsonaro unter heftigen Protesten von der norditalienischen Gemeinde Anguillara Veneta die Ehrenbürgerschaft verliehen.

### Religion und Kirche
Bolsonaro gehört der römisch-katholischen Kirche an, seit etwa 2008 besucht er jedoch regelmäßig den Gottesdienst in baptistischen Kirchen. Seine Frau und Kinder sind baptistischer Konfession. Seine Ehe mit Michelle de Paula wurde von einem Pfarrer der Pfingstkirche Assembleia de Deus geschlossen. 2016 ließ sich Bolsonaro von Pastor Everaldo Pereira (ebenfalls Assembleia de Deus und Chef des Partido Social Cristão) im Jordan erneut taufen. In seinen gesellschaftspolitischen Positionen steht er ebenfalls den evangelikalen Freikirchen nahe, von denen er auch starke Unterstützung erfährt. In den letzten Jahren ist er Anhänger und Unterstützer der als Wirtschaftsunternehmen strukturierten, neocharismatischen Denomination der Pfingstbewegung Igreja Universal do Reino de Deus des Milliardärs und selbsternannten Bischofs Edir Macedo. Seine ersten Interviews nach dem Wahlsieg gab er exklusiv in den Medien Macedos. 2019 besuchte er den Templo de Salomão in São Paulo der Igreja Universal do Reino de Deus und ließ sich von Edir Macedo erneut taufen.

### Militärlaufbahn
Bolsonaro verpflichtete sich schon in seinen letzten Schuljahren zum Militärdienst und besuchte zunächst die Kadettenanstalt EsPCEx und im Anschluss die Academia Militar das Agulhas Negras (AMAN), die Militärakademie des brasilianischen Heeres, die er 1977 als Leutnant der Artillerie abschloss.
Er diente bis 1988 bei der Luftlandebrigade und war in dieser Zeit in mehrere Meuterei-Fälle verwickelt, jedoch jeweils ultimativ freigesprochen. Bolsonaro wechselte im Rang eines Hauptmanns in die Reserve.

### Politische Anfänge

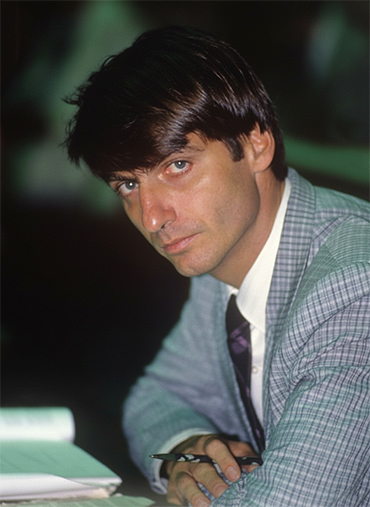
Bolsonaro als junger Abgeordneter (1990)

1988 begann seine öffentliche politische Karriere mit der Wahl zum Stadtrat in Rio de Janeiro für den Partido Democrata Cristão (PDC). Bei den Wahlen im Jahre 1990 gewann er ein Mandat in der Abgeordnetenkammer des Nationalkongresses für den PDC, das er für sechs weitere Amtszeiten halten konnte. In 28 Jahren wechselte er acht Mal die Parteizugehörigkeit, am längsten blieb er beim Partido Progressista Brasileiro (PPB; 1995–2003). Bei der Wahl 2014 war er der Kongressabgeordnete mit den meisten Stimmen im Bundesstaat Rio de Janeiro (464.572). Von 2016 bis 2018 gehörte er dem Partido Social Cristão (PSC) an.

### Präsidentschaftswahl 2018

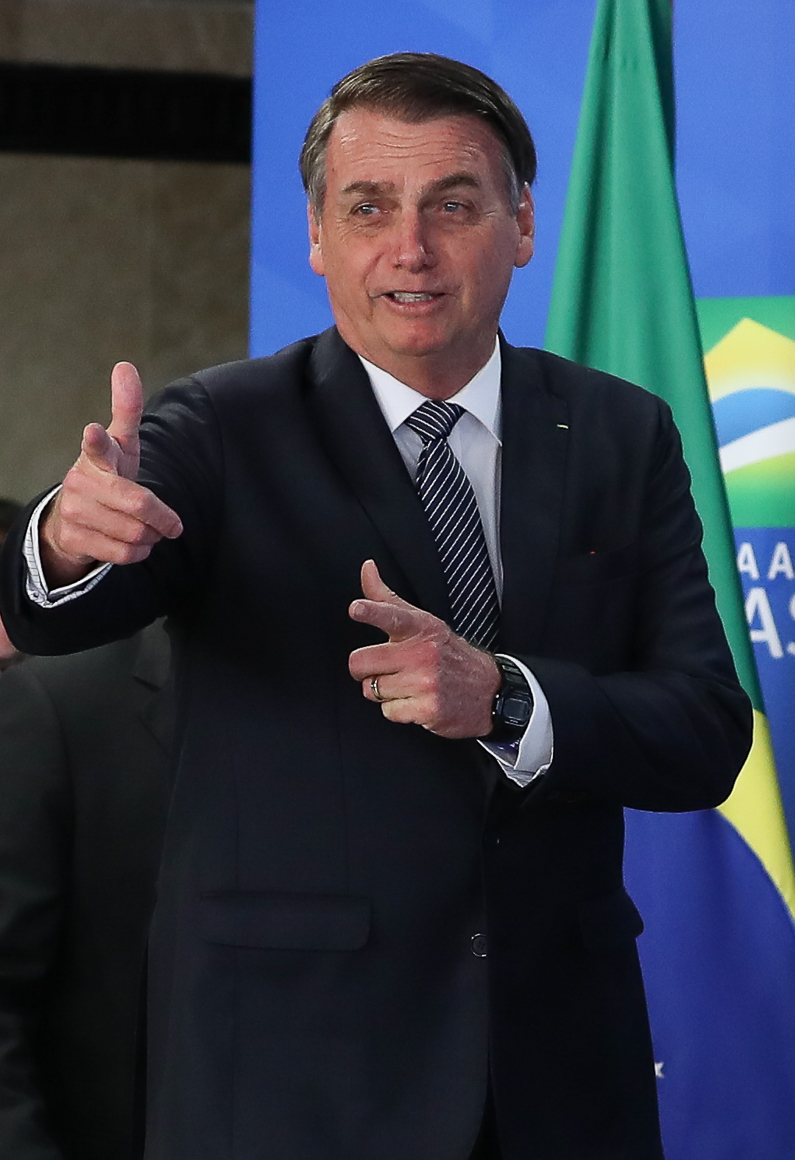
Bolsonaro im April 2019, mit seiner typischen Handgeste, die er schon während des Präsidentschaftswahlkampfs gerne benutzte. Aus Daumen und Zeigefinger formt er eine Pistole und drückt symbolisch ab. Viele seiner Anhänger imitierten diese Geste.

Anfang Januar 2018 trat Bolsonaro aus dem Partido Social Cristão aus und trat dem Partido Social Liberal (PSL) bei, der anschließend eine rechtskonservative Ausrichtung annahm. Noch im selben Jahr wurde er zum Parteiführer und Präsidentschaftskandidaten für die Wahlen in Brasilien 2018 gewählt. Seine Kandidatur wurde auch von dem kleinen rechtsextremen Partido Renovador Trabalhista Brasileiro (PRTB) unterstützt und Bolsonaro nominierte General Antônio Hamilton Mourão vom PRTB als Kandidaten für das Amt des Vizepräsidenten.
Zudem erhielt er Unterstützung von einer neuen Generation von Wirtschaftsakteuren und von Think Tanks aus dem rechten Spektrum, die sich für eine radikale und oftmals libertäre Politik einsetzen.
In der ersten Runde der Präsidentschaftswahl am 7. Oktober 2018 erhielt Bolsonaro 46,03 % der gültigen Stimmen, nachdem er in einem aggressiven Wahlkampf vor allem auf die Themenbereiche Korruption (vgl. Operation Lava Jato), Kriminalität und Wirtschaftskrise gesetzt hatte. Insbesondere befürwortete Bolsonaro im Wahlkampf ein allgemeines Recht auf Waffenbesitz und ein Recht für die Polizei, Kriminelle zu foltern und ohne Gerichtsverfahren zu exekutieren. In der Stichwahl am 28. Oktober 2018 wurde Jair Bolsonaro schließlich mit 55,1 % der Stimmen zum Präsidenten gewählt.
Im November 2019 überwarf er sich mit dem Vorsitzenden des PSL, Luciano Bivar, den er als „erledigt“ bezeichnete, und gründete das Bündnis Aliança pelo Brasil („Allianz für Brasilien“).

#### Attentat

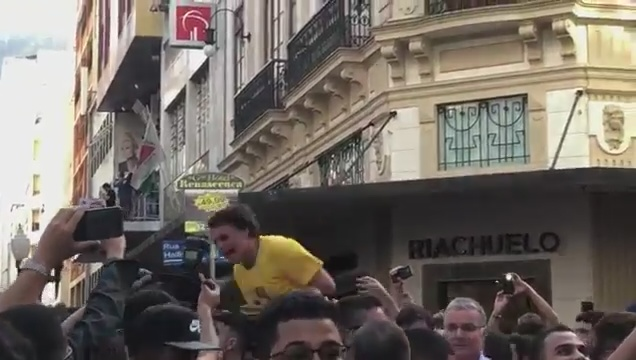
Bolsonaro (in Gelb), kurz nachdem er attackiert wurde.

Am 6. September 2018 wurde Bolsonaro, zu diesem Zeitpunkt infolge des Wahlausschlusses des inhaftierten Ex-Präsidenten Lula da Silva (PT) in Umfragen zur ersten Runde der Präsidentschaftswahl in Führung liegend, bei einer Wahlkampfveranstaltung von einem 40-jährigen Mann in den Bauch gestochen und lebensgefährlich verletzt. Er wurde notoperiert und überlebte. Der geständige Tatverdächtige wurde verhaftet. Er gab an, die Tat auf „Wunsch Gottes“ ausgeübt zu haben. Zudem wird über den Täter berichtet, dass er als „evangelikaler Missionar“ tätig gewesen und von 2007 bis 2014 Mitglied des linken Partido Socialismo e Liberdade (PSOL) gewesen sei.

#### Kritik und Proteste

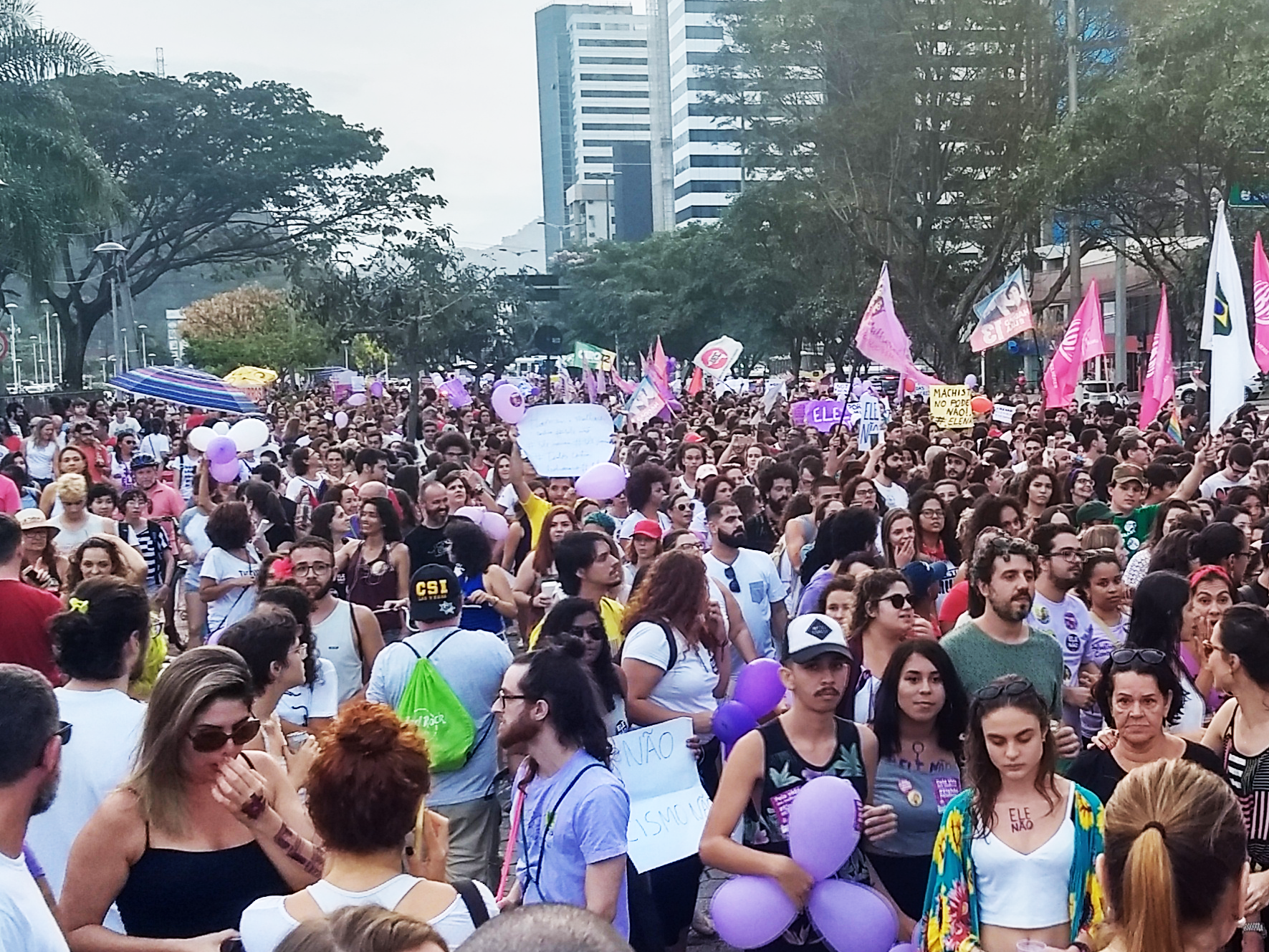
Bei Protesten gegen Bolsonaros Präsidentschaft in Vitória tragen Demonstranten Transparente mit dem Slogan #EleNão.

2018 fanden gegen Bolsonaro Proteste unter dem Motto #EleNão (wörtlich übersetzt „Er nicht“) statt, die von Frauen angeführt wurden und in allen großen Städten Brasiliens, aber auch in anderen Ländern eine Woche vor der Präsidentschaftswahl am 29. September 2018 stattfanden. Zehntausende Menschen demonstrierten gegen Bolsonaros rassistische, frauenfeindliche und homophobe Äußerungen. Die Proteste stellten die größte Volksansammlung während der Präsidentschaftswahl dar, an ihnen beteiligten sich so viele Frauen wie an noch keinen Protesten zuvor in Brasilien.
Auch die Organisatoren des Fußballfilmfestivals Cinefoot und der Fußballer Juninho sprachen sich öffentlich gegen Bolsonaro aus.

### Präsidentschaftswahl 2022

#### Präsidentschaftskandidatur und Wahl 2022
Bolsonaro machte gegen Ende seiner Präsidentschaft mehrfach klar, dass er die Absicht hatte, bei der 2022 anstehenden Präsidentschaftswahl für eine zweite Amtsperiode zu kandidieren. Am 28. August 2021 äußerte er, dass er für sich nur drei Möglichkeiten sehe: Entweder werde er verhaftet, er falle einem Attentat zum Opfer oder er werde wiedergewählt. Einen Gefängnisaufenthalt schloss er aber im gleichen Atemzug aus, da es „niemand wagen würde, ihn zu bedrohen“.
Im November 2021 trat er der Mitte-Rechts-Partei Partido Liberal (PL) bei, da ein Präsidentschaftsbewerber in Brasilien einer Partei angehören muss. Zuvor war er eine Weile parteilos gewesen, davor Mitglied in diversen anderen Parteien. Die Partido Liberal ist die insgesamt neunte Partei, der er angehört. Zu dem Zeitpunkt lagen eine Vielzahl von Anträgen auf ein Amtsenthebungsverfahren gegen Bolsonaro vor, die Justizbehörden ermitteln in fünf verschiedenen Verfahren gegen ihn. Zudem wählte er mit Verteidigungsminister Walter Braga Netto einen neuen Kandidaten für das Amt des Vizepräsidenten.
Im Wahlkampf überwies Bolsonaro nach dem Gießkannenprinzip Geld in Milliardenhöhe an ärmere Haushalte und nahm die Farben Brasiliens (Gelb und Grün) für seine Kampagne ein. Beim ersten öffentlichen Auftritt nach seiner Wahlniederlage vermied es Bolsonaro, diese einzugestehen, aber die Verfassung zu „respektieren“.
Am ersten Präsidentschaftswahltag, dem 2. Oktober 2022, erreichte er mit 51.071.106 oder 43,20 % der gültigen Stimmen den zweiten Platz. In der Stichwahl am 30. Oktober 2022 musste er gegen Lula da Silva antreten. Laut Umfragen wählten insbesondere schwarze evangelikale Menschen und insgesamt mehr als ein Drittel der BIPoC (Black, Indigenous and People of Colour) Bolsonaro. Bei dieser Stichwahl erreichte er 49,10 % der Stimmen und unterlag somit seinem Herausforderer Lula da Silva, welcher rund 2,1 Millionen mehr Stimmen erhielt.
Nach der verlorenen Wahl reichte Bolsonaro im November 2022 beim obersten Wahlgericht, das das Wahlergebnis zu jener Zeit bereits ratifiziert hatte, Beschwerde gegen das Ergebnis ein, weil laut Auffassung von Bolsonaro und seiner Partei (PL) nicht alle elektronischen Wahlmaschinen einwandfrei funktioniert hätten. Bolsonaro hatte es außerdem vermieden, seine Niederlage öffentlich einzuräumen. Noch im selben Monat wies das oberste Wahlgericht den Antrag der PL auf die Überprüfung des Wahlergebnisses mit der Begründung ab, dass die PL keinerlei Beweise für einen angeblichen Betrug vorgelegt hat. Außerdem verhängte das Gericht eine Geldstrafe in Höhe von umgerechnet etwa 4,12 Millionen Euro gegen die Partei mit der Begründung, dass diese böswillig und unverantwortlich einen Rechtsstreit auslösen und die Justiz damit habe befassen wollen.
Am 8. Januar 2023 stürmten Unterstützer Bolsonaros die Regierungszentralen in Brasilia, um einen Militärputsch zu provozieren.

#### Politikverbot durch Oberstes Wahlgericht
Am 30. Juni 2023 sprach das oberste Wahlgericht Bolsonaro des Amtsmissbrauchs für schuldig und entzog ihm für acht Jahre lang die politischen Rechte, sodass er bei den Präsidentschaftswahlen 2026 und 2030 nicht kandidieren kann. In der Urteilsbegründung gab das Gericht an, dass Bolsonaro über Kommunikationskanäle der Regierung „Gerüchte über Wahlbetrug geschürt“, für seinen Wahlkampf geworben und das brasilianische Wahlsystem infrage gestellt habe. Bolsonaro habe die elektronischen Wahlmaschinen als unzuverlässig und die Obersten Richter des Wahlgerichts als politisch voreingenommen dargestellt. Im Oktober 2023 entzog ihm das Oberste Wahlgericht erneut das passive Wahlrecht und sperrte ihn bis 2030 für öffentliche Ämter.

#### Ermittlungen und Anklage wegen Vorbereitungen eines Militärputschs
Am 8. Februar 2024 zog das Oberste Gerichtshof Brasiliens (STF) Bolsonaros Reisepass wegen des versuchten Staatsstreichs vom 8. Januar 2023 ein. Die Polícia Federal teilte am selben Tag mit, die Ermittlungen im Rahmen der „Operação Tempus Veritatis“ („Operation Stunde der Wahrheit“) richteten sich gegen eine kriminelle Organisation, die einen Staatsstreich und die Abschaffung des demokratischen Rechtsstaates angestrebt hatte, um den damaligen Präsidenten an der Macht zu halten. In zehn Bundesstaaten wurde mit 33 Durchsuchungsbefehlen, vier Festnahmen und 48 einstweiligen Verfügungen, darunter ein Kontaktverbot zu den anderen Verdächtigen, ein Verbot, das Land zu verlassen, die Abgabe der Pässe und die Suspendierung von der Ausübung öffentlicher Funktionen, gegen die Verdächtigen vorgegangen. Zu ihnen zählten vier Generäle, Bolsonaros ehemaliger Vizekandidat und einstiger Verteidigungsminister Walter Braga Netto, der frühere Sicherheitsberater Augusto Heleno, der ehemalige Verteidigungsminister Paulo Sérgio Nogueira de Oliveira und der ehemalige Justizminister Anderson Torres. Eine Woche zuvor waren Ermittlungen gegen Alexandre Ramagem, der unter Präsident Bolsonaro von dessen Leibwächter zum Geheimdienstchef (ABIN) aufstieg, und Alessandro Moretti, den Vizegeheimdienstchef, bekannt worden, weil sie eine kriminelle „Parallelstruktur ABIN“ innerhalb des Geheimdienstes geschaffen hatten, die Informationen „für politische und mediale Zwecke, zur persönlichen Bereicherung und sogar zur Einmischung in die Ermittlungen der Bundespolizei“ produzierten. Dabei sollen mehr als 30.000 Oppositionelle illegal vom ABIN ausspioniert worden sein.
Im Februar 2024 veröffentlichte das Oberste Bundesgericht im Zuge von Ermittlungen eine Videoaufzeichnung einer im Juli 2022, also mehr als drei Monate vor dem ersten Wahlgang, abgehaltenen Sitzung von Bolsonaro mit den Befehlshabern der Streitkräfte, die vor dem Hintergrund schlechter Umfragewerte und Ermittlungen gegen Bolsonaro stattfand und in der Szenarien für einen Militärputsch besprochen wurden, um an der Macht zu bleiben. Die Videoaufzeichnung stammt von Bolsonaros ehemaligem Privatassistenten Mauro Cid, der als Kronzeuge gegen Bolsonaro aussagte. Bolsonaro argumentierte während dieser Aufzeichnung gegenüber Generälen und Mitstreitern für den Putsch, nur so könne verhindert werden, dass sich Brasilien „zu einer linken Diktatur entwickle“. Mithilfe des Kronzeugen fanden Ermittler den Entwurf eines Dekrets, das die Präsidentschaftswahl 2022 für ungültig erklären sollte und Bolsonaro als Präsident ermächtigen sollte, den Ausnahmezustand auszurufen und den Senatspräsidenten sowie den gegen ihn ermittelnden Richter zu verhaften. Aus den belastenden Dokumenten des Kronzeugen geht auch hervor, dass Bolsonaro den gegen ihn ermittelnden Richter mit einer in Israel erworbenen Spionagesoftware überwachen ließ. Die Daten der bespitzelten brasilianischen Bürger wurden dabei in einer Cloud in Israel gespeichert.
Zentrale Beweisstücke lieferten sichergestellte Text- und Audionachrichten sowie Videos, die auf Geräten des früheren Privatassistenten Bolsonaros, Mauro Cid, gefunden wurden. Der Leiter der Ermittlungen gegen das ultrarechte Netzwerk war der Richter des Obersten Gerichts und der Wahlaufsichtsbehörde Alexandre de Moraes – ihn hatten die mutmaßlichen Putschisten auch beschattet und verhaften wollen. Dies war das erste Mal in der Geschichte, dass die brasilianische Justiz gegen hochrangige Mitglieder der Streitkräfte ermittelte, denn im Gegensatz zu Argentinien oder Chile sind brasilianische Militärs für die Verbrechen, die sie während der Diktatur begingen, nie zur Rechenschaft gezogen worden.
Im März 2024 sagten ranghohe Militärs zu den Putschplänen aus und belasteten Bolsonaro. Nach den vom obersten Gerichtshof veröffentlichen Aussagen gab z. B. der damalige Befehlshaber des Heeres, Gomes, zu Protokoll, Bolsonaro habe auf einem Treffen mit Militärvertretern den Entwurf eines Putschdekrets erörtert. Dieses habe vorgesehen, den Verteidigungsfall auszurufen und anschließend die Rechtmäßigkeit der Wahlen überprüfen zu lassen. Der Kommandeur der Luftwaffe wiederum erklärte, Gomes habe geantwortet, bei solch einem Versuch müsse er Bolsonaro festnehmen lassen.
Am 18. Februar 2025 erhob die Generalstaatsanwaltschaft Anklage gegen Bolsonaro; ihm wird ein versuchter Staatsstreich nach seiner Abwahl vorgeworfen. Die Anklage wurde vom Obersten Gerichtshof am 26. März einstimmig zugelassen. Im Juli und August 2025 ordnete das Gericht das Tragen einer elektronischen Fußfessel, Hausarrest, ein Nutzungsverbot von Onlineplattformen sowie ein Kontaktverbot „mit ausländischen Botschaftern und Behörden“ an. Er und sein Sohn Eduardo stünden im Verdacht, zu „feindlichen Akten“ gegen Brasilien aufzuhetzen.

## Politische Ansichten und Kontroversen
Bolsonaro brachte während seiner politischen Laufbahn viele äußerst reaktionäre und provokante Ansichten zum Ausdruck. Er ist ein Gegner der Legalisierung gleichgeschlechtlicher Lebenspartnerschaften und gleichgeschlechtlicher Eheschließung und äußert häufig kontroverse Bemerkungen, darunter homophobe und zur Gewalt anregende, frauenfeindliche, rassistische und gegen Flüchtlinge gerichtete. Er spricht sich gegen Vorteilsgewährung oder Quoten für Afrobrasilianer aus und unterstützt das Drogenverbot. Bolsonaro befürwortet die Todesstrafe und einen radikalen Interventionismus durch das Militär in Brasilien, gefolgt von der Einsetzung einer Militärregierung. Im Jahr 1993, acht Jahre nach dem Ende der Militärherrschaft in Brasilien und der erneuten Demokratisierung, sagte er, dass eine erneute Militärherrschaft zu einem nachhaltigeren und wohlhabenderen Brasilien führen würde. Er pries auch den ehemaligen peruanischen Präsidenten Alberto Fujimori für dessen Militärintervention gegen die Judikative und die Legislative. Im Frühjahr 2020 ließ er wissen: „Die Verfassung, das bin ich“ und antwortete laut Sergio Moro auf den Hinweis, dass eine Auswechslung des Polizeichefs aus persönlichen Motiven ein Angriff auf die Unabhängigkeit der Justiz sei, mit: „Dann ist es so.“
Bolsonaro hatte sich während seiner Präsidentschaft mehrmals damit gebrüstet, die Kreditkarte des Präsidenten nie benutzt zu haben. Tatsächlich wurde jene Kreditkarte für seine Ausgaben verwendet (bspw. Weihnachtsurlaub für umgerechnet 217.000 Euro und umgerechnet 85.000 Euro für Lebensmittel). Insgesamt wurde die Kreditkarte mit 27,6 Millionen Real, fast fünf Millionen Euro, belastet. Sein Nachfolger Lula da Silva veröffentlichte entsprechende Dokumente, über die Bolsonaro eine hundertjährige Geheimhaltung verhängt hatte, was jedoch von Lula für hinfällig erklärt wurde.

### Frauen

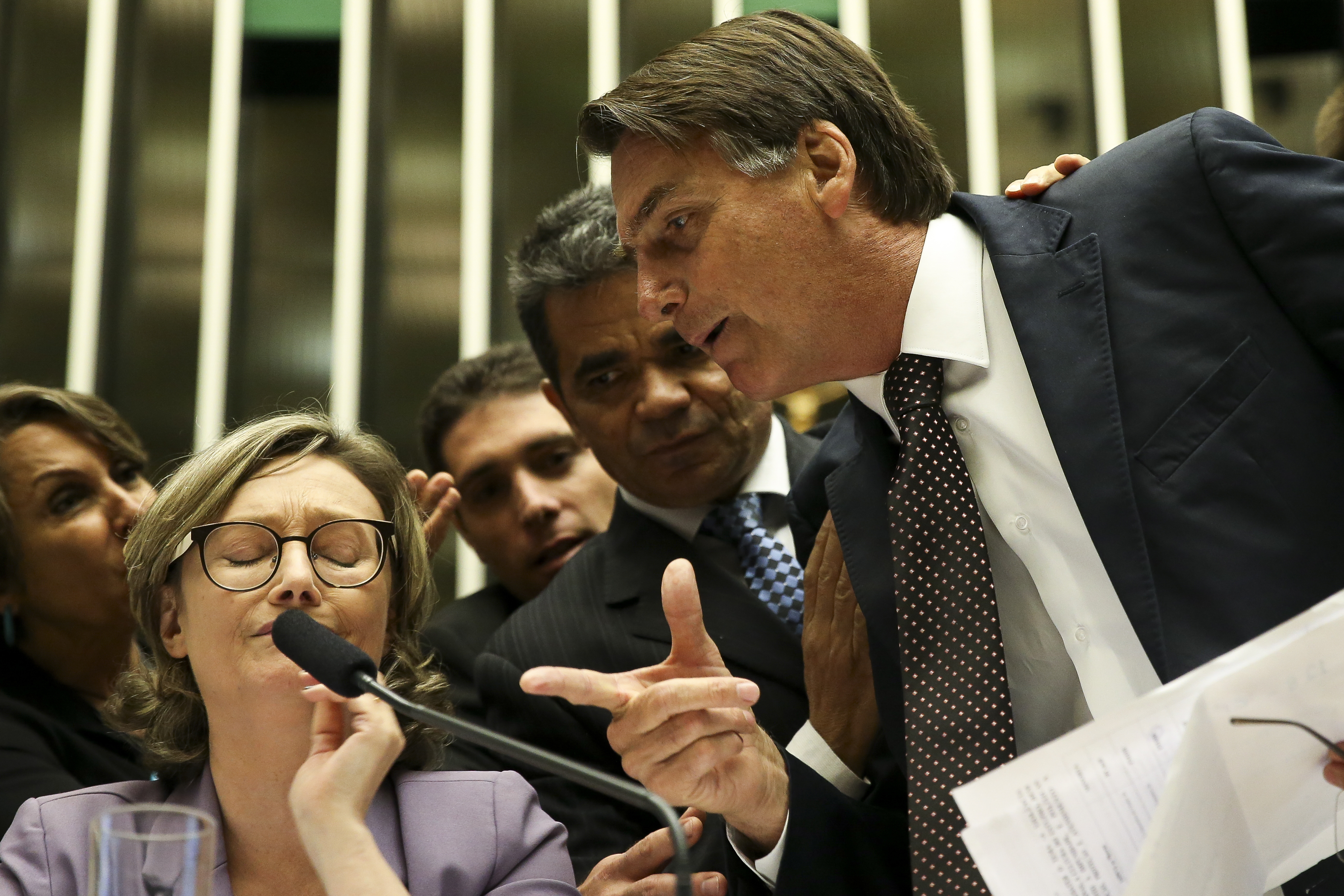
Bolsonaro (vorne rechts) als Kongressabgeordneter, vorne links Maria do Rosário, 2016

Über die Abgeordnete Maria do Rosário (PT), die ihn einen Vergewaltiger genannt hatte, sagte Bolsonaro im Februar 2015: „Sie verdient es nicht [vergewaltigt zu werden], weil sie sehr hässlich ist. Sie ist nicht mein Typ. Ich würde sie nie vergewaltigen.“ (“Ela não merece porque ela é muito ruim, porque ela é muito feia. Não faz meu gênero. Jamais a estupraria.”) Hierfür wurde er zu einer Geldentschädigung von 10.000 Reais verurteilt, was der Oberste Gerichtshof bestätigte. Bereits 2003 hatte Bolsonaro Rosário während eines Meinungsaustausches in den Fluren des brasilianischen Abgeordnetenhauses auf ähnliche Art beleidigt, als er ihr ins Gesicht sagte, sie nie zu vergewaltigen, da sie es nicht verdiene (“Jamais estupraria você porque você não merece”).
Als seine Frau nach vier Söhnen ein Mädchen auf die Welt brachte, erklärte Bolsonaro, er habe bei der Zeugung „geschwächelt“. Er äußerte ebenfalls öffentlich, dass Frauen dafür da seien, Söhne auf die Welt zu bringen.
Der amerikanische Journalist Glenn Greenwald bezeichnete Bolsonaro als „den frauenfeindlichsten, hasserfülltesten gewählten Funktionär der demokratischen Welt“ (“the most misogynistic, hateful elected official in the democratic world”). Die australische Nachrichtenplattform News.com.au fragte, ob Bolsonaro wohl der „abscheulichste Politiker der Welt“ sei (“the world’s most repulsive politician”). Der Zürcher Tages-Anzeiger schrieb, gegen Bolsonaro erscheine der damalige US-Präsident Donald Trump „als Verkörperung von Weisheit, Ausgeglichenheit und Zurückhaltung“.

### Homophobe und rassistische Äußerungen

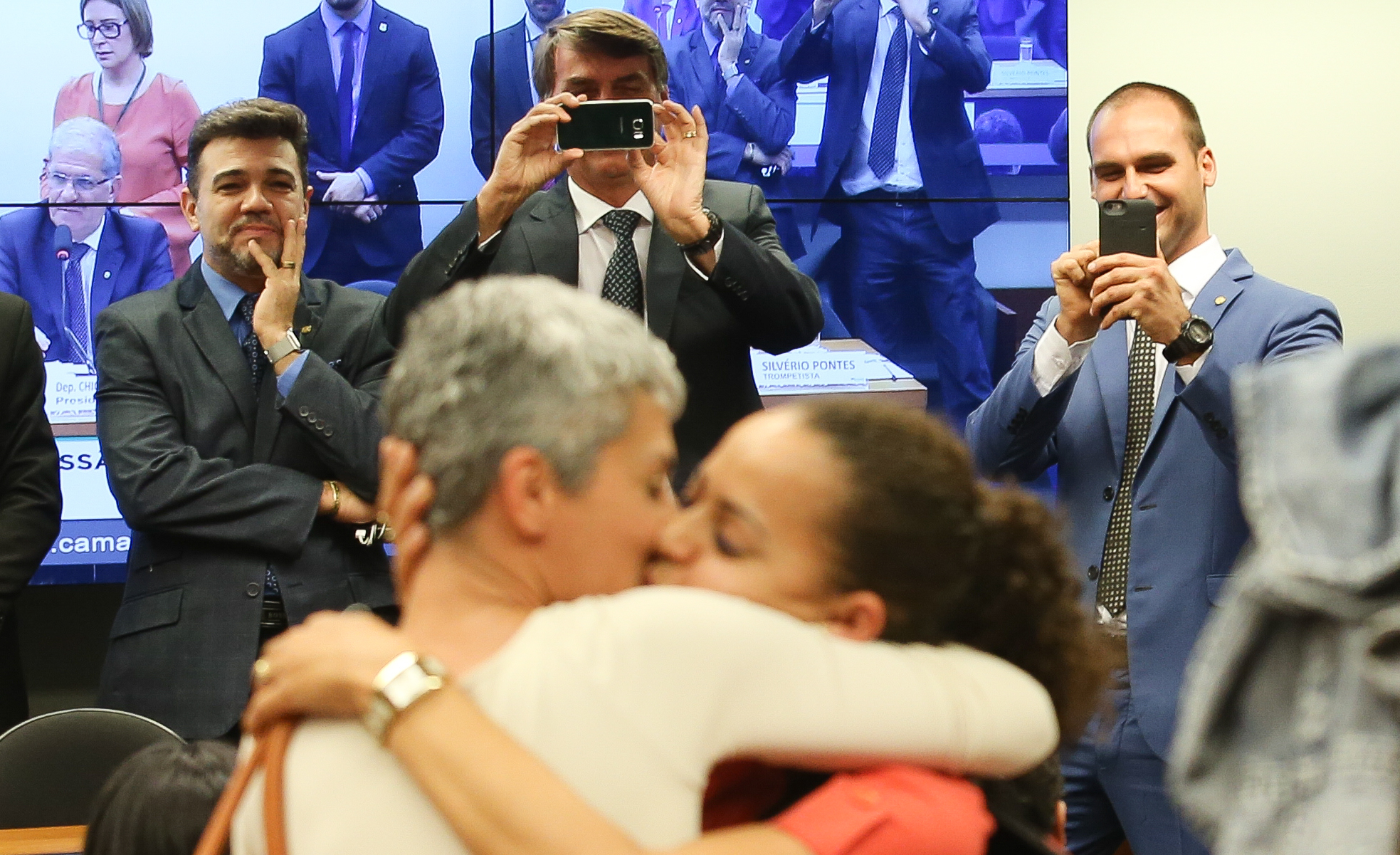
Bolsonaro filmt zwei sich küssende Demonstrantinnen

In der brasilianischen Fernsehsendung CQC antwortete Bolsonaro im März 2011 auf die Frage, was er tun würde, wenn sich sein Sohn als homosexuell outete, „dass dies nicht geschehen würde, da seine Kinder eine gute Erziehung genossen hätten“ (“tiveram boa educação”). Kurz darauf wurde er gefragt, wie er reagieren würde, wenn sich einer seiner Söhne in eine afrobrasilianische Frau verliebte. Daraufhin antwortete er ebenfalls, „dass dies nicht geschehen würde, da seine Kinder gut erzogen worden seien“ (“meus filhos foram muito bem educados”). Für diese Aussagen wurde er am 14. April 2015 zu einer Schmerzensgeldzahlung in Höhe von 150.000 Reais (ca. 41.000 Euro) verurteilt. Der brasilianischen Ausgabe des Playboy gegenüber erklärte er im Juni 2011, es sei ihm lieber, wenn sein Kind bei einem Unfall stürbe, als sich als homosexuell herauszustellen. In einem Interview für die Dokuserie Gaycation erinnerte Elliot Page an eine frühere Aussage Bolsonaros, man könne einem Kind die Homosexualität mit einer ordentlichen Tracht Prügel austreiben. In einem Interview mit dem britischen Komiker Stephen Fry behauptete Bolsonaro 2013, dass „wir Brasilianer Homosexuelle nicht mögen“ (“nós, brasileiros, não gostamos de homossexuais”).

### Pressefreiheit und Agitation gegen die Presse
Während seines Wahlkampfs polemisierte Bolsonaro immer wieder gegen die Medien. In der Folge wurden viele Journalisten von seinen Anhängern bedroht und angegriffen; nach seiner Wahl erklärte er in einem Interview z. B., die Zeitung Folha de S. Paulo sei erledigt – Zeitungen, die wie sie handelten und so schamlos lögen, könnten keine Unterstützung der Regierung erwarten. Bei der Folha de S. Paulo arbeiten einige der schärfsten Kritiker Bolsonaros. Bolsonaro ließ diese Zeitung nicht nur in Behörden abbestellen, sondern gab brasilianischen Firmen zu verstehen, sie würden Staatsaufträge verlieren, sofern sie in dem Blatt weiterhin Werbung schalteten. Im Mai 2020 gaben der Fernsehsender Rede Globo und die Folha de S. Paulo bekannt, künftig über informelle Pressekonferenzen des Präsidenten Bolsonaro keine Berichterstattung zu liefern, mit der Begründung, dass die Journalisten bei diesen Konferenzen ständigen Beleidigungen und Beschimpfungen durch seine Anhänger ausgesetzt seien und ihre Sicherheit nicht gewährleistet sei.

### Militarisierung des Staates sowie Verharmlosung und Glorifizierung der brasilianischen Militärdiktatur
In seiner Amtszeit verschafft Bolsonaro tausenden Militärs Regierungsposten, darunter einem Offizier das Amt des Verteidigungsministers. Neben der Militarisierung des Staates betrieb Bolsonaro intensive Klientelpolitik für die brasilianischen Streitkräfte. Durch Gehaltserhöhungen und eine Rentenreform, die den Streitkräften Privilegien und zusätzliche Einkünfte sicherte, generiert er Unterstützung für sich und seine Partei bei den Streitkräften.
Bolsonaro verherrlichte wiederholt die brasilianische Militärdiktatur, die er unter anderem als „glorreiche Epoche“ bezeichnete. Zudem erklärte er, es sei „[d]er große Fehler der Diktatur [gewesen], dass sie Menschen nur gefoltert hat. Nicht getötet.“ Die Frankfurter Allgemeine Zeitung wies darauf hin, dass bei diesem „bemerkenswerten Satz“ schon alleine die Fakten nicht korrekt seien, da Menschen sehr wohl zu Tode gefoltert wurden.
Während seiner Abstimmung für die Amtsenthebung von Präsidentin Dilma Rousseff huldigte Bolsonaro Oberst Carlos Alberto Brilhante Ustra, während der brasilianischen Militärdiktatur Leiter des berüchtigten Folterzentrums DOI-CODI, wo unter anderem Rousseff gefoltert worden war. Jean Wyllys, ein Abgeordneter der linken Partei Partido Socialismo e Liberdade, bespuckte ihn daraufhin. Auch 2020 machte er sich erneut über Rousseff wegen der schweren Folter lustig, die sie während ihrer dreijährigen Gefangenschaft hatte ertragen müssen, und forderte, sie solle ein Röntgenbild von ihrem bei den Misshandlungen gebrochenen Kiefer zeigen.

### Umweltzerstörung
Bolsonaro bestreitet den menschengemachten Klimawandel. In seinem Wahlkampf kündigte er einen eventuellen Austritt seines Landes aus dem 2015 von allen Staaten der Welt auf der UN-Klimakonferenz in Paris 2015 beschlossenen Weltklimaabkommen an.

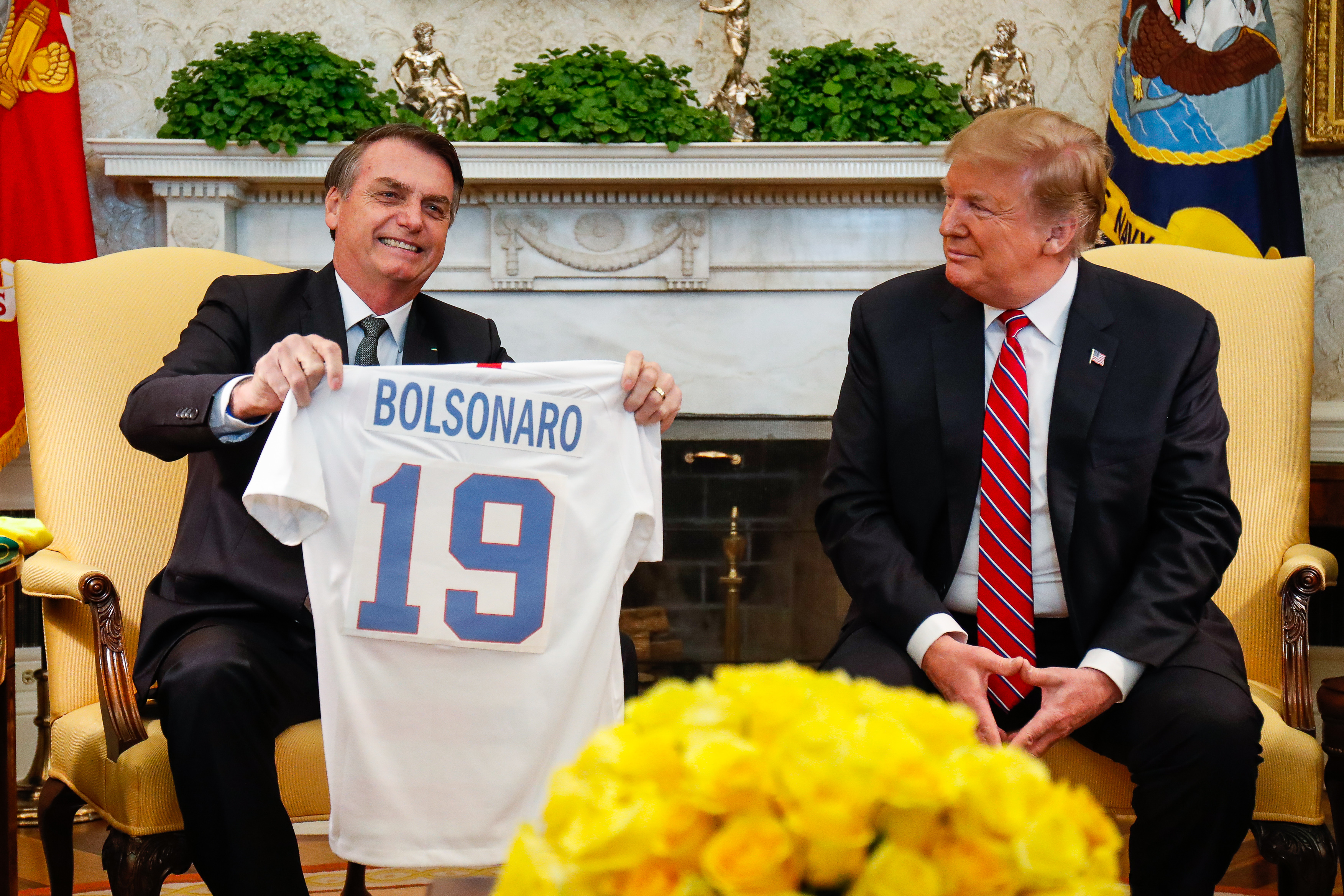
Bolsonaro mit Donald Trump in Washington, D.C., Frühjahr 2019

Innenpolitisch kündigte er unter anderem ein Vorgehen mit militärischer Härte gegen Beschützer des Amazonas-Regenwaldes und indigene Volksgruppen sowie die Einschränkung entsprechender Aktivitäten internationaler Organisationen an. Hier solle eine Art rechtsfreier Raum geschaffen werden, in dem staatliche Sicherheitskräfte lokale Proteste legal mit Waffengewalt bekämpfen und damit zu einem „geordneten“ Brasilien beitragen könnten. Darüber hinaus plante er, Bergbauaktivitäten in Naturschutzgebieten sowie Bergbau, Energiegewinnung und andere wirtschaftliche Aktivitäten in Siedlungsgebieten indigener Ethnien zuzulassen. Er entließ während seiner Präsidentschaft Mitarbeiter der Umweltbehörde, nachdem diese wegen illegaler Fischerei in Brasilien ein Bußgeld verhängt hatten.

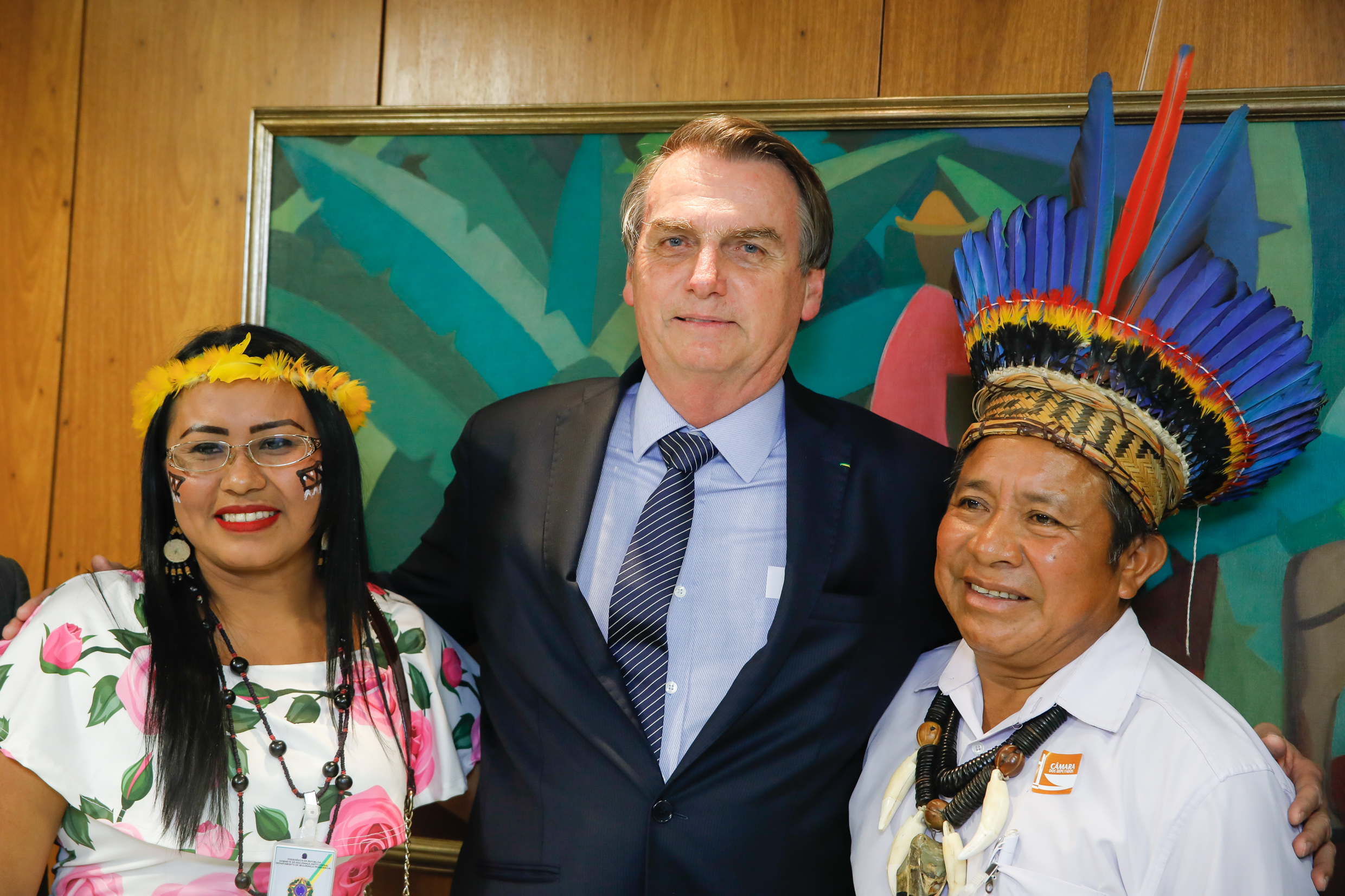
Bolsonaro unter Vertretern indigener Bevölkerung im Palácio do Planalto.

Einem Bericht des brasilianischen Instituts für Weltraumforschung INPE zufolge haben sich die Rodungen der Regenwälder innerhalb Brasiliens unter seiner Präsidentschaft bis zum Jahr 2019 mehr als verdoppelt. Bolsonaro bezeichnete die Veröffentlichungen der Behörde als Lüge. Der Leiter der INPE, der Physiker und Ingenieur Ricardo Galvão, wurde von Bolsonaro entlassen, nachdem dieser ihm vorgeworfen hatte, Brasilien schaden zu wollen.
Thomas Hickler vom Senckenberg Biodiversität und Klima Forschungszentrum zufolge lassen sich die 2019 beobachteten Brände im Amazonasgebiet nicht durch das Wetter oder das Klima allein erklären; die durch Bolsonaro vorangetriebene Abholzung der Wälder spiele eine wesentliche Rolle. Von Januar 2019 bis circa Ende August 2019 lag die Zahl der Feuer und Brandrodungen in Brasilien laut INPE bei mehr als 80.000 Bränden, 78 % mehr als im Vorjahreszeitraum. Bolsonaro lehnte Ende August 2019 die von den G7-Staaten zugesagten Finanzhilfen in Höhe von 20 Millionen US-Dollar für den Kampf gegen die Waldbrände ab. Später hieß es, Bolsonaro werte das Hilfsangebot als eine Infragestellung der Landessouveränität. Als Reaktion auf die Waldbrände erklärte die Regierung ihre Absicht, Brandrodungen in der Trockenzeit zu verbieten und hierbei nur Ausnahmen für die indigenen Gemeinschaften zuzulassen. Zudem würden die lateinamerikanischen Länder in einer Konferenz am 6. September selbst über Schutz- und Entwicklungsmaßnahmen für das Amazonas-Gebiet beraten. Auch im Jahr 2020 erreichte die Zerstörung des Regenwalds im südlichen Amazonasgebiet und dem Pantanal, dem weltgrößten Feuchtgebiet, durch Feuer einen historischen Höchststand.
Im April 2021 ließ Bolsonaro, einen Tag nachdem er bei einem von US-Präsident Joe Biden einberufenen internationalen Klimagipfel zugesagt hatte, die Ausgaben für Umweltschutz zu verdoppeln sowie die illegale Rodung des Amazonasregenwaldes bis 2030 zu stoppen, das Budget des Umweltministeriums um ein Viertel kürzen. Zudem legte er ein Veto gegen Ausgaben ein, die zum Ziel haben, Umweltschutzbestimmungen auch tatsächlich durchzusetzen. Bereits zuvor waren die Umweltbehörden durch jahrelange Einsparungen in ihrem Handeln stark eingeschränkt worden.
Im September 2021 behauptete Bolsonaro bei seiner Rede bei der UNO-Vollversammlung wahrheitswidrig, seine Regierung kämpfe erfolgreich gegen illegale Abholzung des Amazonas. Die Abholzung des Amazonas nahm Stand 2021 seit 2017 zu.
Die Zerstörung von Brasiliens Wäldern nahm unter Präsident Bolsonaro dramatisch zu. 2021 wurden beispielsweise in den Waldregionen der Mata Atlântica (Atlantischer Regenwald), die zuvor weniger von Abholzung betroffen gewesen war als der Amazonas-Regenwald, in nur zwölf Monaten 20.000 Hektar Wald zerstört – ein Anstieg um 66 Prozent im Vergleich zum Vorjahreszeitraum. Dadurch wurde das Äquivalent von 10,3 Millionen Tonnen Kohlendioxid in die Atmosphäre freigesetzt.
Während seiner Präsidentschaft wurden über 1000 Pestizide in Brasilien neu zugelassen, darunter auch solche, die in der Europäischen Union verboten sind.

### Privater Waffenbesitz und Folgen der liberalen Waffenpolitik
Ein zentrales Wahlkampfversprechen Bolsonaros war, dass jeder Brasilianer zur Selbstverteidigung eine Waffe tragen dürfen solle. Tatsächlich liberalisierte er im Mai 2019 das Waffengesetz für Privatpersonen und die Importregeln für ausländische Waffenproduzenten. Daraufhin stiegen im Folgejahr sowohl die Anzahl der Waffenverkäufe als auch die Zahl der Toten durch Waffengewalt gegenüber dem Vorjahr stark an.

### Mordfall Marielle Franco
Am 14. März 2018 wurden in Rio de Janeiro die Menschenrechtsaktivistin Marielle Franco und ihr Fahrer ermordet, wenige Tage nachdem Franco Vorsitzende einer Kommission für die Aufklärung militärischer Interventionen in Brasilien geworden war. Die in einer Favela aufgewachsene, schwarze, lesbische Stadträtin gehörte der sozialistischen Partei PSOL an. Im Oktober 2019 enthüllte der Fernsehsender TV Globo, dass einer der mutmaßlichen Auftragsmörder vor der Tat in der bewachten Wohnanlage, in der auch Bolsonaro wohnt, vorbeigefahren war, um einen Komplizen abzuholen. Dabei habe der Tatverdächtige direkt beim Haus Bolsonaros anrufen lassen und der Pförtner hatte von einem Mann, der sich als „Herr Jair“ ausgab, den Zugang autorisiert bekommen. Dies würde erstmals eine direkte Verbindung zwischen dem Präsidenten und den Mördern belegen. Marielle Franco hatte unmittelbar vor ihrer Ermordung die Polizei beschuldigt, in den Favelas von Rio de Janeiro wie Auftragskiller vorgegangen zu sein, weshalb sofort nach ihrer Ermordung Polizei und Militär sowie rechtsgerichtete Netzwerke verdächtigt wurden. Seit Anfang 2019 war bekannt, dass Bolsonaro und der mutmaßliche Auftragskiller in derselben Straße wohnten, nur 50 Meter voneinander entfernt.
Der von der Polizei gesuchte Milizionär Adriano da Nóbrega, Bandenchef der ältesten paramilitärischen Miliz in Rio de Janeiro, Escritório do Crime („Büro des Verbrechens“), wurde der Mittäterschaft verdächtigt. Er war ein ehemaliger Hauptmann der Militärpolizei, der direkte Verbindungen zur Familie Bolsonaro besaß. Die Familie Bolsonaro sympathisiert öffentlich mit den Milizen. Im Jahr 2008 forderte Jair Bolsonaro, damals noch Abgeordneter, die Legalisierung der Milizen, da diese für „Sicherheit“ sorgen würden. Zwischen dem ältesten Sohn Bolsonaros, Flávio Bolsonaro, bis 2019 Abgeordneter in Rio de Janeiro, und dem Milizionär Nóbrega bestehen zahlreiche Verbindungen. Bis November 2018 beschäftigte Flávio Bolsonaro die Mutter und die Ehefrau von Nóbrega in seinem Büro.
Am 29. Oktober 2019 veröffentlichte Bolsonaro einen 24-minütigen Videomonolog, in dem er sichtlich aufgebracht und erzürnt war. Neben allgemeinen Beschimpfungen und Beleidigungen beschuldigte er den Gouverneur Rio de Janeiros, Wilson Witzel, der bis dahin zu seinen engsten politischen Verbündeten gezählt wurde, Witzel wolle ihn aus politischem Kalkül aus dem Weg räumen. Die Journalisten, denen es, so Bolsonaro, noch dazu an Patriotismus mangele, beschimpfte er mit einer Menge unflätiger Schimpfwörter. Bolsonaro drohte, Rede Globos Sendelizenz 2022 nicht zu verlängern – Globo ist nicht nur das wichtigste Fernsehnetzwerk Brasiliens, sondern ganz Lateinamerikas. Die als besonnen geltende Financial Times fragte, ob Bolsonaro möglicherweise geisteskrank sei. Das brasilianische Portal Aos Fatos überschrieb die Analyse des Videomonologs mit: „In der Live-Übertragung verzerrt Bolsonaro Informationen, indem er Witzel und Globo angreift“ („Em transmissão ao vivo, Bolsonaro distorce informações ao atacar Witzel e Globo“.)
Nóbrega wurde am 9. Februar 2020 bei einer Bundespolizeiaktion im Bundesstaat Bahia erschossen. Er hatte zuvor bei einem Parteifreund Bolsonaros Unterschlupf gefunden. Medien beschrieben den Polizeieinsatz als „Hinrichtung“ und mutmaßten, er habe die Eliminierung eines wichtigen Zeugen zum Ziel gehabt.

### Gesetz zur Verbrechensbekämpfung
Im Dezember 2019 unterschrieb er ein Gesetz, das die Polizei und die Justiz mit zusätzlichen Befugnissen ausstattet. Das Gesetz soll die Verurteilungen von Straftätern erleichtern und die organisierte Kriminalität bekämpfen. Die Werbung für das künftige Gesetz war ein zentraler Bestandteil Bolsonaros Wahlkampfes um das Präsidentenamt.

### Verhältnis zum christlichen Fundamentalismus
Bolsonaro steht religiös den Pfingstkirchen und politisch den Dominionisten nahe. Extremistische Parteien wie Patriota und der Sektenführer und graue Eminenz des Partido Republicano Brasileiro, Edir Macedo, haben die Errichtung eines christlichen Gottesstaates („Teocracia“) gefordert und unterstützen die Bolsonaro-Regierung.
Kurz vor dem Beginn seines Präsidentschaftswahlkampfes begann Bolsonaro sich als Anhänger evangelikaler Freikirchen, insbesondere pfingstkirchlicher Bewegungen, zu präsentieren und sich zu einem christlichen Staat zu bekennen: „Gott über alles. So etwas wie einen säkularen Staat gibt es nicht. Der Staat ist christlich und jede Minderheit, die dagegen ist, muss das ändern, solange sie noch können“. Während der Präsidentschaftswahlen relativierte er jedoch seine Einstellung: Wir werden eine Regierung für jedermann machen, ungeachtet seiner Religion, sogar für Atheisten. Wir haben 5 Prozent Atheisten in Brasilien und diese haben dieselben Bedürfnisse wie andere auch.
Laut der brasilianischen Historikerin und Anthropologin Lilia Moritz Schwarcz war Bolsonaros Allianz mit den Evangelikalen entscheidend für Bolsonaros Erfolg bei den Präsidentschaftswahl in Brasilien 2018. Laut Schwarcz sind die Evangelikalen auch bei seiner zweiten Präsidentschaftskandidatur im Jahr 2022 „seine treuesten Unterstützer“.
Sebastian Grundberger, Leiter des Büros der Konrad-Adenauer-Stiftung in Peru, sieht die Unterstützung Bolsonaros durch Evangelikale eher als Art Zweckallianz und geht davon aus, dass diese Bolsonaro die Unterstützung wieder entziehen könnten, sollte er nicht in ihrem Sinne handeln.

### Vorwürfe wegen Korruption und Beeinflussung von Strafermittlungen
Als Bolsonaro den Chef der brasilianischen Bundespolizei im April 2020 entließ, trat Sergio Moro als brasilianischer Justizminister noch im selben Monat mit der Begründung zurück, dass Bolsonaro den Polizeichef entlassen habe, weil gegen ihn (Bolsonaro) und einzelne seiner Familienangehörigen ermittelt werde. Daraufhin genehmigte der oberste brasilianische Gerichtshof eine Ermittlung des Generalstaatsanwalts, um den Sachverhalt aufzuklären. Als Bolsonaro wenig später mit Alexandre Ramagem einen neuen Chef für die Bundespolizei vorschlug, suspendierte der oberste brasilianische Gerichtshof die Nominierung und kündigte eine eigene Untersuchung an, um zu prüfen, ob die Nominierung mit der brasilianischen Verfassung übereinstimme sowie rechtlichen, moralischen und nicht von persönlichen Interessen geleiteten Grundsätzen entspreche. Gegen mehrere Söhne Bolsonaros waren Ermittlungen wegen Korruption und Geldwäsche eingeleitet worden.
Im Mai 2020 gab ein Richter des Obersten Gerichtshofs Moros Antrag statt, einen Videomitschnitt der Kabinettssitzung als Beweismittel für Bolsonaros Einflussnahme auf die Bundespolizei öffentlich auszustrahlen. Aufgrund der vielen Schimpfwörter und Beleidigungen, die Bolsonaro in dieser Sitzung verwendete, warnten Nachrichtensprecher ihr Publikum vor der Ausstrahlung vor. Unter anderem behauptete Bolsonaro dort, seine Familie werde nicht ausreichend geschützt und dass er nicht genug Informationen von der Polizei erhalte. Falls das nicht behoben werde, werde er alle inklusive des Justizministers ersetzen. Zudem erklärte er, er werde „nicht darauf warten, bis meine Familie gefickt wird“.
2020 wurde Bolsonaro von der Journalistenvereinigung Organized Crime and Corruption Reporting Project zur „Person des Jahres“ ernannt. Dieser Negativpreis wird an denjenigen verliehen, der „weltweit das Meiste für die Förderung von organisierter Kriminalität und Korruption getan hat“. Begründet wird die Auszeichnung als korrupteste Person des Jahres damit, dass Bolsonaro, der bei seiner Wahl noch mit dem Ziel Korruptionsbekämpfung geworben hatte, sich sowohl mit korrupten Menschen umgebe, als auch andere fälschlicherweise der Korruption beschuldige.

### COVID-19-Politik
Die COVID-19-Pandemie bezeichnet Bolsonaro als eine Verschwörung, die „ihm und Donald Trump schaden“ solle. Weltweite Maßnahmen zur Eindämmung bezeichnete er als „Extremismus“, das Virus selbst nannte er wiederholt „Hysterie“ und „Fantasie“ sowie „kleine Grippe“. Ebenfalls verbreitete er den Verschwörungsmythos, das Virus sei von fremden Staaten freigesetzt worden, um die Weltwirtschaft zu schwächen. Strenge Eindämmungsmaßnahmen gegen die COVID-19-Pandemie in Brasilien lehnt er ab, stattdessen startete er eine Kampagne „Brasilien darf nicht stillstehen“, bei der er der Bevölkerung gegen den Rat der Gesundheitsbehörden empfahl, gegen die Ausgangsbeschränkung zu verstoßen. Daraufhin urteilte ein Gericht, dass er die Kampagne einstellen müsse. Zudem zwang das Gericht die Regierung, binnen 24 Stunden offiziell zu erklären, dass die Kampagne keinen wissenschaftlichen Kriterien genüge, und untersagte ihr, wissenschaftlich nicht fundierte Informationen zu verbreiten oder für agitative Zwecke einzusetzen. Zudem löschte Twitter zwei Tweets, in denen Bolsonaro den Sinn von Isolationsmaßnahmen bezweifelt hatte, da sie den Aussagen der Gesundheitsbehörden widersprochen hätten und die Verbreitung des Virus fördern könnten. Ein weiteres Gericht erklärte ein von Bolsonaro erlassenes Dekret für unwirksam, das Kirchen trotz Ausgangsbeschränkung die Öffnung ermöglichte.
Entgegen dem Rat seiner Ärzte und der Anordnung örtlicher Sicherheitsbehörden nahm Bolsonaro am 15. März 2020 an Großveranstaltungen seiner Anhänger teil, bei denen unter anderem das Militär zur Beseitigung der verfassungsgemäßen Ordnung Brasiliens aufgerufen wurde.
Nach einem Disput mit Gesundheitsminister Luiz Henrique Mandetta Anfang April über Lockerungen der Ausgehbeschränkungen, bei dem auch enge Verbündete sowie hohe Militärs Bolsonaro die Gefolgschaft verweigerten, galt er nach Informationen der Japan Times als isoliert im Kabinett. Mitten in den ersten Wochen der Pandemie entließ Bolsonaro am 16. April 2020 aufgrund der Meinungsunterschiede Minister Mandetta, dessen Umfragewerte bei etwa 76 % Zustimmung für dessen Corona-Maßnahmen lagen, gegenüber etwa 33 % für die Bolsonaros. Er ernannte den politikunerfahrenen Onkologen Nelson Teich zum Gesundheitsminister, der eher seine Positionen vertrat. In seiner Ansprache im Planalto-Palast betonte Teich, „dass es eine ‚vollständige Übereinstimmung‘ zwischen ihm, Bolsonaro und ‚der gesamten Ministeriumsgruppe‘ gibt“.
Wenige Tage darauf nahm Bolsonaro an einer Demonstration vor dem Armeehauptquartier teil, bei der das Eingreifen des Militärs in die brasilianische Politik, die Beendigung aller Isolationsmaßnahmen gegen das Virus und der Rücktritt von Parlamentspräsident Rodrigo Maia gefordert wurde. Dort erklärte er: „Die alte Politik hat ausgedient. Wir wollen nicht verhandeln, wir wollen Taten!“ In der Bevölkerung sorgte der Auftritt für große Empörung. Maia warf ihm daraufhin „Putschrhetorik“ vor, auch führende Militärs zeigten sich irritiert über Bolsonaro.
Mitte Mai trat der erst neu ernannte Gesundheitsminister Teich nach gerade einmal 27 Tagen im Amt zurück. Einen offiziellen Grund gab Teich nicht an, allerdings hatte sich der Arzt Teich zuvor geweigert, die Anweisung Bolsonaros zu befolgen, SARS-CoV-2-Infizierten das für diesen Einsatz nicht getestete Malariamedikament Chloroquin zu verabreichen. Zu diesem Zeitpunkt hatte Brasilien mehr als 230.000 bestätigte Infizierte und über 15.000 Todesfälle – Zahlen, die wohl deutlich zu niedrig gegriffen sind, da in Brasilien viel weniger getestet wurde als in vielen anderen Staaten.
Im Juni 2020 ordnete ein Gericht an, dass der Maskengegner Bolsonaro in der Öffentlichkeit immer eine Gesichtsmaske tragen müsse, so wie in der Hauptstadt gesetzlich vorgeschrieben. Bolsonaro legte Einspruch dagegen ein.

Am 7. Juli 2020 gab Bolsonaro bekannt, er sei positiv auf SARS-CoV-2 getestet worden. Zuvor habe er unter „Müdigkeit, Unwohlsein und Fieber von 38 Grad“ gelitten. Einige Monate zuvor hatte es schon im März 2020 Gerüchte gegeben, er habe sich infiziert. Weitere vier Minister aus dem Kabinett Bolsonaro wurden einige Tage später positiv auf SARS-CoV-2 getestet: Augusto Heleno, Chef des Kabinetts für institutionelle Sicherheit, Bento Albuquerque, Minister für Energie, Onyx Lorenzoni, Minister für Soziales, und Milton Ribeiro, Minister für Bildung.
Im Dezember 2020 machte sich Bolsonaro über die Impfung gegen das Coronavirus lustig, betonte mögliche Nebenwirkungen der Impfungen und erklärte öffentlich, er werde sich nicht impfen lassen. Unter anderem behauptete er im Bezug auf Impfungen, es sei das „Schlimmste“, sich in das Immunsystem des Menschen einzuschalten, und spottete: „Wenn du zum Kaiman wirst, ist es dein Problem.“ Zu dem Zeitpunkt gab es in Brasilien mehr als sieben Millionen nachgewiesene SARS-CoV-2-Infektionen, rund 185.000 Menschen waren im Zusammenhang mit dem Virus gestorben.
Wegen des Umgangs seiner Regierung mit der Pandemie geriet Bolsonaro zunehmend in die Kritik. Ende Januar 2021 demonstrierten Tausende von Menschen zwei Tage hintereinander gegen den Präsidenten und forderten seine Amtsenthebung. Zu den Protesten am ersten Tag hatten konservative Kreise aufgerufen, die Bolsonaro ursprünglich unterstützt hatten. Am Tag darauf stammten die Demonstrationsaufrufe von linken Gruppen.
Im April 2021 ordnete ein Richter des Obersten Gerichtshofs die Einsetzung eines Untersuchungsausschusses im brasilianischen Bundessenat an, der sich mit „möglichen Versäumnissen“ von Bolsonaros Corona-Politik befassen soll. Zu diesem Zeitpunkt waren in Brasilien rund 350.000 Menschen an dem Virus verstorben, zudem hatten sich 13,2 Millionen infiziert. Der Ausschuss, der bereits Ende des gleichen Monats seine Arbeit aufnahm, soll unter anderem Antworten liefern, weshalb die Regierung auf den Einsatz unwirksamer Medikamente setzte, wieso drei Gesundheitsminister entlassen wurden und wie es möglich war, dass im Januar 2021 das Gesundheitssystem in Amazonien kollabierte und die Sauerstoffversorgung zusammenbrach. Dort sagte unter anderem der im April 2020 wegen Bolsonaros Umgang mit der Pandemie zurückgetretene Gesundheitsminister Luiz Henrique Mandetta aus und erklärte, dass Bolsonaro wiederholt die Warnungen vor einem Kollaps des Gesundheitssystems ignoriert habe. Er und andere hätten Bolsonaro „ausdrücklich empfohlen, seine Haltung zu ändern“.
Im Oktober 2021 antwortete Bolsonaro auf die Frage eines Journalisten nach der Zahl der Toten in Brasilien, er sei nicht hergekommen, um sich zu langweilen. Zu diesem Zeitpunkt waren in Brasilien mehr als 600.000 Menschen an COVID-19 gestorben, die zweithöchste Zahl weltweit. Nur in den USA lag sie mit 700.000 Toten noch höher. Zugleich betonte er mehrfach, dass er nicht gegen COVID-19 geimpft sei. Bereits zuvor hatte er immer wieder den Sinn von Impfungen bezweifelt. Noch im selben Monat veröffentlichte ein Ausschuss des Bundessenats einen 1200 Seiten umfassenden Bericht, dessen Ausarbeitung sechs Monate in Anspruch nahm. Darin empfiehlt der Ausschuss der Abgeordnetenkammer, gegen Bolsonaro sowie etwa 60 weitere Menschen (darunter fünf Minister oder Ex-Minister sowie drei Söhne Bolsonaros) wegen Verfehlungen des Präsidenten und seiner Regierung im Corona-Krisenmanagement ein gerichtliches Verfahren zu eröffnen. Als einer von 10 vorgeschlagenen Anklagepunkten ist in dem Bericht auch Verbrechen gegen die Menschlichkeit genannt worden.
Anfang Dezember 2021 ordnete ein Richter des Obersten Gerichtshofs ein Ermittlungsverfahren gegen Präsident Bolsonaro wegen der Verbreitung von Falschinformationen an. Konkret ging es um ein Video, in dem Bolsonaro fälschlicherweise einen Zusammenhang zwischen Corona-Impfungen und AIDS hergestellt hatte. In dem Live-Video auf Facebook hatte er im Oktober nicht existente „offizielle Berichte“ der britischen Regierung zitiert, wonach vollständig gegen das Coronavirus Geimpfte „viel schneller als erwartet“ eine AIDS-Erkrankung entwickeln. Facebook löschte das Video, YouTube verhängte eine einwöchige Sperre gegen Bolsonaro.
Stand Oktober 2022 waren unter Bolsonaros Präsidentschaft 700.000 Brasilianer gestorben, die an COVID-19 erkrankt waren.

### Anzeigen beim Internationalen Strafgerichtshof
Mit Stand Oktober 2021 lagen mehrere Klagen gegen Bolsonaro beim Internationalen Strafgerichtshof in Den Haag vor. Bereits Ende 2020 nahm der Strafgerichtshof offiziell Ermittlungen wegen Verbrechen gegen die Menschlichkeit gegen Bolsonaro auf. Zuvor hatten Menschenrechtsorganisationen Bolsonaro wegen generalisierter und systematischer Verletzung der Menschenrechte indigener Bevölkerung und Aufrufen zum Völkermord angezeigt und begründeten dies damit, dass er mit dem Ziel der wirtschaftlichen Ausbeutung den Lebensraum der Indigenen Bevölkerung, den Amazonas-Regenwald, zerstöre. Zudem habe er die dortigen Brände nicht bekämpft, sondern kleingeredet. Eine weitere Klage vor dem Strafgerichtshof wurde von einem Gewerkschaftsverband aus dem Gesundheitswesen eingereicht, der Bolsonaro Verbrechen gegen die Menschlichkeit in der Corona-Pandemie vorwirft. Durch seine Unterlassung von Schutzmaßnahmen für die Bevölkerung sei er mitverantwortlich für Zehntausende Tote. Im Oktober 2021 reichte auch die österreichische Klimaschutzorganisation AllRise eine Klage gegen Bolsonaro wegen Verbrechen gegen die Menschheit ein und führt dafür an, dass die Abholzungsrate des Amazonas-Regenwaldes seit Bolsonaros Amtsantritt um 88 Prozent gestiegen sei.

### Angriffe auf das Wahlsystem Brasiliens
Bolsonaro griff wiederholt das Wahlsystem Brasiliens an und erklärte evidenzlos, dieses sei eine Quelle für Wahlfälschung. Im August 2021 begann das brasilianische Wahlgericht deswegen mit Ermittlungen gegen Bolsonaro wegen des Verdachts, dass dieser seine „wirtschaftliche und politische Macht“ dafür missbrauche, die Legitimität der nächsten Präsidentschaftswahl zu bezweifeln. Zudem leitete der Oberste Bundesgerichtshof Brasiliens Ermittlungen wegen von Bolsonaro verbreiteter Fake News ein. Zuvor hatte Bolsonaro behauptet, dass es bei den vorangegangenen Präsidentschaftswahlen Manipulationen gegeben habe, ohne die er 2018 bereits im ersten Wahlgang gewonnen hätte. Analysten deuteten die Angriffe Bolsonaros auf das Wahlsystem als Reaktion auf seine schlechten Umfragewerte und als Vorbereitung, um nach einer möglichen Wahlniederlage die Gültigkeit der Wahl mit Betrugsvorwürfen bestreiten zu können, so wie dies bereits Donald Trump nach seiner Niederlage bei der Präsidentschaftswahl in den Vereinigten Staaten 2020 getan hatte.
Am 7. September 2021 gingen nach Aufforderung Bolsonaros, der in Umfragen zu dieser Zeit zurücklag, 100.000 seiner Anhänger auf die Straße und protestierten gegen die Justiz. Bolsonaro drohte, dass, wenn Luiz Fux, der Präsident des Obersten Gerichts, „seinen Richter nicht im Zaum halten“ würde (gemeint war Alexandre de Moraes, ein Richter des Obersten Gerichtshofs, der gegen den Präsidenten ermittelt und einige von dessen Anhängern wegen Gewaltanwendung und Verbreitens von Falschmeldungen verhaften ließ), die Staatsgewalt etwas erleiden würde, „was wir nicht wollen“. Niemand solle mehr, so Bolsonaro, de Moraes’ Entscheidungen und Anweisungen folgen. Er betonte, „nur Gott“ sei in der Lage, ihn aus dem Regierungspalast herauszuholen. Für Bolsonaro Demonstrierende hatten bis dahin (Mitte September 2021) mindestens dreimal versucht, den Kongress zu stürmen und in das Parlamentsgebäude vorzudringen, was von der Polizei verhindert wurde, ebenso wie mindestens sieben Versuche, den Obersten Gerichtshof zu stürmen. Die Huffpost berichtete von einer in dem Punkt der Anzweiflung der Wahllegitimation engen Zusammenarbeit zwischen der Bolsonaro-Bewegung und der MAGA-Bewegung des ehemaligen US-Präsidenten Donald Trump; genannt wurden die Namen von Steve Bannon, Mike Lindell, einem Protagonisten der Wahlbetrugs-Lüge, und Eduardo Bolsonaro, dem Sohn des Präsidenten. Einer gerichtlichen Vorladung zur Polizei in einem Ermittlungsverfahren gegen ihn, wegen »Verleumdung« und »Anstachelung zu Straftaten«, folgte er im Januar 2022 nicht.

### Ausreise in die USA vor Amtswechsel
Ende Dezember 2022, am Vorabend von Lulas Vereidigung, verließ Bolsonaro gemeinsam mit seiner Ehefrau und Tochter in einer Militärmaschine Brasilien und flog in den US-Bundesstaat Florida. Seine Söhne, Flávio Bolsonaro und Carlos Bolsonaro, waren bereits dort und auch seine Mitarbeiter, die ihm nach dem Ende seiner Amtszeit zustehen und mit Steuergeld bezahlt werden, ließen sich für den gesamten Januar eine Reise in die USA genehmigen. Durch seine Ausreise brach Bolsonaro in einem seit dem Ende der Militärdiktatur 1985 beispiellosen Vorgang mit der demokratischen Tradition und weigerte sich, an der Amtseinführung seines Nachfolgers teilzunehmen und Lula im Palácio do Planalto, dem offiziellen Arbeitsplatz des Präsidenten, die traditionelle Schärpe des Staatsoberhaupts zu übergeben.
Die Präsidentenresidenz, den Palácio da Alvorada des Architekten Oscar Niemeyer, hinterließ Bolsonaro verwüstet und geplündert zurück, Möbelstücke und Kunstwerke waren entfernt. Die neue First Lady Rosângela Lula da Silva zeigte die Schäden im Fernsehen und erklärte, dass nach Renovierungsarbeiten nun Möbelstücke und Kunstwerke auf die Liste des nationalen Erbes gesetzt würden, „damit es nicht wieder vorkommen kann, dass ein Präsident historische Gegenstände mitnimmt, die dem brasilianischen Staat gehören“.
Laut einem Bericht der brasilianischen Zeitschrift Istoé drängt Bolsonaro die Regierung Italiens, seiner Familie die Staatsbürgerschaft zu gewähren. Er hoffe, nach einem Aufenthalt in den USA dorthin zu ziehen, um dem Gefängnis zu entgehen. Berichten zufolge glaubt Bolsonaro, die brasilianischen Behörden seien nicht in der Lage, seine Auslieferung aus dem europäischen Land zu erwirken, aus dem sein Urgroßvater Vittorio Bolsonaro Ende des 19. Jahrhunderts ausgewandert ist. Seine Söhne mit Mandat, Flávio (Senator), Eduardo (Bundesabgeordneter) und Carlos (Stadtrat in Rio de Janeiro), haben ebenfalls die italienische Staatsbürgerschaft beantragt.
Nachdem Anhänger Bolsonaros am 8. Januar 2023 den Kongress, den Obersten Gerichtshof und den Regierungssitz Palácio do Planalto gestürmt und in den Gebäuden erhebliche Schäden angerichtet hatten und Sicherheitskräfte die Situation erst nach Stunden unter Kontrolle bekamen, schrieb Bolsonaro am 9. Januar auf Twitter, „öffentliche Gebäude zu plündern und in sie einzudringen, wie heute geschehen“, verstoße gegen die „Regel für friedliche Demonstrationen“. Er wehre sich auch gegen die „unbelegten Vorwürfe“ Lulas, der Bolsonaro vorgeworfen hatte, die Angreifer „ermutigt“ zu haben.
Ende Januar 2023 gab Bolsonaro bekannt, er habe ein sechsmonatiges US-amerikanisches Touristenvisum beantragt. Mitte Februar 2023 sagte er in einem Interview, er gedenke im März nach Brasilien zurückzukehren. Am 29. März reiste er in Brasilien ein.

### Angeblicher Verkauf von Staatsgeschenken
Laut einem Bericht der brasilianischen Bundespolizei hat Bolsonaro Staatsgeschenke (Uhren und andere Luxusgeschenke) im Wert von umgerechnet ca. 1,1 Millionen Euro über seine Mitarbeiter im Ausland verkaufen lassen. Die Bundespolizei empfahl, Bolsonaro deswegen anzuklagen. Bolsonaros Anwalt wies die Anschuldigungen zurück; Staatschefs hätten „keinen direkten oder indirekten Einfluss“ darauf, was mit offiziellen Geschenken geschehe.

## Rezeption

### Bewertung von Bolsonaros Präsidentschaft
Die ersten Monate der Präsidentschaft Bolsonaros wurden in den meisten großen deutschen Medien überwiegend negativ beschrieben. Laut Arvid Kaiser (Manager Magazin) und Ivo Marusczyk (Deutschlandfunk Nova) hat es keine Fortschritte bei einer dringend erforderlichen Rentenreform gegeben. Zudem wurden die Liberalisierung der Waffengesetze als Reaktion auf die hohe Gewaltkriminalität in Brasilien sowie die Privatisierung staatlicher Unternehmen kritisiert. Der Hauptkritikpunkt in den Medien lag allerdings in der Umweltpolitik.
Zu einem anderen Zwischenfazit kam Jan Woischnik von der Konrad-Adenauer-Stiftung (KAS) im April 2019. Er lobte die Kabinettsbildung Bolsonaros und es seien „entgegen aller Befürchtungen […] die Institutionen der viertgrößten Demokratie der Welt […] in einem guten Zustand“. Ebenso wenig sei „eine (Militär-)Diktatur […] errichtet worden wie ein faschistisches Regime“. Ferner sei „die Presse- und die Meinungsfreiheit in Brasilien nach wie vor in vollem Umfang gegeben“. Er berichtete zudem: „Organisationen der Zivilgesellschaft und Nichtregierungsorganisationen können ihrer Arbeit wie gewohnt und ohne Behinderungen von staatlicher Seite nachgehen“. Gleichzeitig bemängelt auch er die Liberalisierung der Waffengesetze, den „Zick-Zack-Kurs“ in der Außenpolitik und die Umweltpolitik.
Sérgio Costa, Professor für Soziologie Lateinamerikas an der Freien Universität Berlin, urteilte im April 2020, Bolsonaros erstes Amtsjahr sei „politisch von derselben Strategie [gewesen], die ihm zur Wahl verholfen hatte: einer permanenten Freund-Feind-Politik, die weder Problemlösung noch Zukunftsverheissung barg“. Die Maßnahmen seines Kabinetts hätten immer einen klaren Kurs erkennen lassen: „Ausnahmslos zielten sie auf die Einschränkung der Rechte von Arbeitnehmern und Minderheiten sowie darauf, staatliche Ressourcen und Gemeingüter wie Umweltressourcen für die grossen Wirtschaftsplayer bereitzustellen“. Damit hätten sich seine „bedingungslosen Anhänger“ zu einer „effektive[n] Manövriermasse verwandeln [lassen], die vom Präsidenten – von ihnen ‚Mythos‘ genannt – dazu benutzt werden kann, die anderen Staatsgewalten sowie Kritiker zu erpressen und einzuschüchtern“. Mit der COVID-19-Krise, bei der Bolsonaro auf ähnliche Taktiken setzte und die Schwere des Problems leugnete, sei dieser Politikstil aber zum Debakel geworden.
Die Tagesschau zog nach 1,5 Jahren Amtszeit eine „Schreckensbilanz“ und thematisierte die Verhaftung von Fabrício Queiroz. Dieser gelte als „Mann fürs Grobe“ (Verbindungsmann zu rechtsgerichteten Milizen, Strohmann für Korruption und andere illegale Handlungen, Kontaktmann zu Auftragskillern) für Bolsonaro und seine Familie. Ein Editorial in The Guardian nannte ihn im April 2021 „eine Gefahr für Brasilien und die Welt“. Begründet wurde dies sowohl mit seinem Charakter als auch seinen politischen Entscheidungen; zuvor hatte er nicht zuletzt der COVID-19-Pandemie und der Abholzung des Amazonas-Regenwaldes freien Lauf gelassen.
Bolsonaros Regierungsbilanz wurde in Medien großteils als „problematisch“, „schlecht“ , „verheerend“ oder „katastrophal“ beurteilt. Insbesondere seine von Abholzung des Amazonas-Regenwaldes geprägte Umweltbilanz werde als „verheerend“ oder „desaströs“ beschrieben, seine Bilanz im Umgang mit der Corona-Pandemie als „katastrophal“. Schutzmaßnahmen zur Pandemieeindämmung nannte er u. a. „Extremismus“, das Virus eine „Hysterie“, „Fantasie“ und „kleine Grippe“.
Das ZDF zog die Bilanz, dass Bolsonaros „wissenschaftsfeindlicher Umgang mit der Corona-Pandemie“ mitverantwortlich für mehr als 680.000 Coronatoten sei, die Abholzung des Regenwaldes „extrem zugenommen“ habe und er Brasilien außenpolitisch isoliert habe. Innenpolitisch sei nicht nur die Ungleichheit gestiegen, auch habe sich der Hunger so weit neu ausgebreitet, dass ein Drittel aller Brasilianer nicht mehr genügend Nahrung zur Verfügung habe. Zwar sei zuletzt auch die Wirtschaft gewachsen und Inflation und Arbeitslosigkeit gesunken, davon hätten jedoch nur relativ wenige Menschen profitiert.
In der Frankfurter Allgemeinen Zeitung hielten Sérgio Costa und Paula Macedo Weiß fest, dass sich in Bolsonaros Amtszeit „die Konzentration von Einkommen und Vermögen verschärft, die Armut [...] zugenommen, die Qualität der öffentlichen Bildung und der Gesundheitsfürsorge [...] bedeutend verschlechtert und die Umweltzerstörung [...] alle Rekorde gebrochen“ hätten.
Die Frankfurter Rundschau attestierte Bolsonaro eine „fatale Bilanz“. Als Gründe werden die stark angestiegenen Regenwaldabholzungen und Brände, ein schlechtes Pandemiemanagement mit erst spätem Kauf von Impfstoffen gegen COVID-19, was zu rund 600.000 Pandemietoten führte, sowie die von Bolsonaro vorangetriebene Aushöhlung der brasilianischen Demokratie angeführt.
Tobias Kaiser sah in der Welt Online nach Bolsonaros Abwahl auch positive Seiten, die der Grund für seine immer noch große Anhängerzahl seien. Kaiser hob den Rückgang der Arbeitslosigkeit von 13,1 Prozent im August 2021 auf 8,9 Prozent hervor, den niedrigsten Wert seit Juli 2015, sowie die Rückkehr des Energiekonzernes Petrobras in die Gewinnzone in den letzten beiden Jahren und die Steigerung von dessen Aktienkurs. Außerdem hätte die Agrarproduktion einen neuen Rekordwert erreicht und die Mordrate den niedrigsten Wert seit 10 Jahren.

### Politische Einordnung und Verbindung zu Trump
Für die Regierungsführung Jair Bolsonaros hat sich in der Publizistik die Bezeichnung Bolsonarismus etabliert. Sein Führungsstil wird als rechtspopulistisch bzw. rechtsextrem eingestuft und mit dem von Donald Trump verglichen, als dessen „glühender Anhänger“ er gilt. Bis Januar 2023 gab es mehr als 70 Treffen zwischen der Bolsonaro-Familie und Schlüsselfiguren der Trump-Kampagne. Wie der ehemalige US-Präsident versuchte Bolsonaro, seine verpasste Wiederwahl als Folge eines Wahlbetrugs seiner Gegner hinzustellen, und fast auf den Tag genau zwei Jahre nach dem Angriff von Trumpanhängern auf das Kapitol in Washington stürmten am 8. Januar 2023 Unterstützer Bolsonaros die Regierungszentralen in Brasilia, um einen Militärputsch zu provozieren.
Der brasilianische Philosoph Vladimir Safatle bezeichnet Bolsonaro als „klassischen Faschisten“, der argentinische Historiker Federico Finchelstein vergleicht Bolsonaro mit dem NSDAP-Reichspropagandaleiter und Reichsminister für Volksaufklärung und Propaganda Joseph Goebbels und zieht Parallelen zur Zeit des Nationalsozialismus. Des Weiteren verglich Finchelstein ihn aufgrund seiner Präferenz für das Militär und seiner neoliberalen Wirtschaftspolitik mit dem chilenischen Diktator Augusto Pinochet, der von Bolsonaro offen bewundert wird. Über Pinochet, der während seiner Amtszeit etwa 3000 vorwiegend linksgerichtete Regimegegner ermorden ließ, äußerte Bolsonaro, dieser hätte damals „noch mehr Leute töten lassen sollen“.

## Trivia
Im September 2022 ließ Bolsonaro, anlässlich des 200. Jahrestags der brasilianischen Unabhängigkeit, das in Formaldehyd eingelegte Herz von Kaiser Peter I. (der am 7. September 1822 die Unabhängigkeit Brasiliens ausrief) für einen temporären Aufenthalt in Brasilien aus Portugal einfliegen.

## Dokumentarfilme
- Petra Costa: Am Rande der Demokratie (The Edge of Democracy), Brasilien 2019[210][211]
- Petra Costa: Apocalypse in the Tropics, Brasilien 2024